# Kiwi (musikgrupp)
Kiwi, bildat 2007, är en mongolisk musikgrupp bestående av tre medlemmar. De har tagit emot flera priser och är väldigt populära bland unga i Mongoliet.

## Priser
- 10th Pentatonic Awards (2007) - Bästa debutbandet
- UBS Music Video Awards (2008) - Bästa debutsingeln

## Diskografi
- 2007 – Khüslee Khelne
- 2008 – 3 setgel 1 khüsel
- 2008 – Chamd Amjilt Xüsiye
- 2008 – Candy Girl